# Kiss It Better (bài hát của Rihanna)
"Kiss It Better" là một bài hát của nghệ sĩ thu âm người Barbados Rihanna cho album phòng thu thứ 8 của cô, Anti (2016). Nó được viết lời bởi Jeff Bhasker, John Glass, Teddy Sinclair và Rihanna, và do Bhasker sản xuất, với sự tham gia hỗ trợ sản xuất của Glass và Kuk Harrell trong vai trò sản xuất phần giọng hát. Bài hát đã được gửi đến các đài phát thanh ở Hoa Kỳ vào ngày 30 tháng 3 năm 2016 cùng với "Needed Me". "Kiss It Better" là một bản power ballad với những âm hưởng của pop, synth rock và R&B, bên cạnh những âm thanh của trống và guitar điện, được ảnh hưởng từ những bản pop power ballad từ những năm 1980 và 1990. Lời bài hát tập trung vào một mối quan hệ tiêu cực mà nữ ca sĩ biết rằng đó là điều sai trái cho cô ấy, nhưng cô vẫn không thể cưỡng lại được điều đó. Ngoài ra, bài hát cũng mang thông điệp về việc phá vỡ những rào cản trong tình yêu và việc trở lại với người yêu cũ.
"Kiss It Better" nhận được những đánh giá tiêu cực từ các nhà phê bình âm nhạc, trong đó họ giành nhiều lời khen ngợi cho việc tái hiện lại âm nhạc những năm 80, lời bài hát và giọng hát của Rihanna. Nó cũng nhận được một đề cử giải Grammy cho Bài hát R&B xuất sắc nhất tại lễ trao giải lần thứ 59. Về mặt thương mại, "Kiss It Better" đạt vị trí thứ 62 trên bảng xếp hạng Billboard Hot 100 và lọt vào top 50 ở Úc và Vương quốc Anh. Video ca nhạc của bài hát được đạo diễn bởi nhiếp ảnh gia Craig McDean và ra mắt vào ngày 31 tháng 3 năm 2016. "Kiss It Better" đã được trình diễn trực tiếp trong chuyến lưu diễn Anti World Tour như là bài hát khép lại của mỗi buổi diễn.

## Danh sách bài hát
- Dance Remix EP[1]

1. "Kiss It Better" (R3hab Remix) – 3:04
2. "Kiss It Better" (Four Tet Remix) – 4:56
3. "Kiss It Better" (Kaytranada Edition) – 5:25
4. "Kiss It Better" (Feenixpawl Remix) – 3:53

## Xếp hạng
| Bảng xếp hạng (2016)                     | Vị trí cao nhất |
| ---------------------------------------- | --------------- |
| Úc (ARIA)                                | 48              |
| Bỉ (Ultratip Flanders)                   | 15              |
| Belgium (Ultratop Flanders Urban)        | 1               |
| Bỉ (Ultratip Wallonia)                   | 32              |
| Canada (Canadian Hot 100)                | 54              |
| Phần Lan (Suomen virallinen lista)       | 77              |
| Pháp (SNEP)                              | 76              |
| Ireland (IRMA)                           | 66              |
| New Zealand Heatseekers (RMNZ)           | 3               |
| Scotland (OCC)                           | 37              |
| Nam Phi (EMA)                            | 4               |
| Anh Quốc (OCC)                           | 46              |
| Anh Quốc R&B (OCC)                       | 8               |
| Hoa Kỳ Billboard Hot 100                 | 62              |
| Hoa Kỳ Dance Club Songs (Billboard)      | 1               |
| Hoa Kỳ Hot R&B/Hip-Hop Songs (Billboard) | 21              |
| Hoa Kỳ Pop Airplay (Billboard)           | 24              |

| Bảng xếp hạng (2016)              | Vị trí |
| --------------------------------- | ------ |
| US R&B Songs (Billboard)          | 23     |
| Belgium (Ultratop Flanders Urban) | 96     |

## Chứng nhận
| Quốc gia | Chứng nhận | Số đơn vị/doanh số chứng nhận |
| --- | ---------- | ----------------------------- |
| New Zealand (RMNZ) | Vàng       | 7,500*                        |
| Anh Quốc (BPI) | Bạc        | 200,000^                      |
| Hoa Kỳ (RIAA) | Bạch kim   | 1.000.000‡                    |
| * Chứng nhận dựa theo doanh số tiêu thụ. ^ Chứng nhận dựa theo doanh số nhập hàng. ‡ Chứng nhận dựa theo doanh số tiêu thụ và phát trực tuyến. |            |                               |

## Lịch sử phát hành
| Quốc gia | Ngày                | Định dạng              | Nhãn                     | Nguồn         |
| -------- | ------------------- | ---------------------- | ------------------------ | ------------- |
| Hoa Kỳ   | 30 tháng 3 năm 2016 | Contemporary hit radio | Roc Nation Westbury Road | [ 23 ] [ 24 ] |
| Nhiều    | 1 tháng 6 năm 2016  | Streaming (Remixes)    | Roc Nation Westbury Road | [ 1 ]         |